# Assemblage de photos

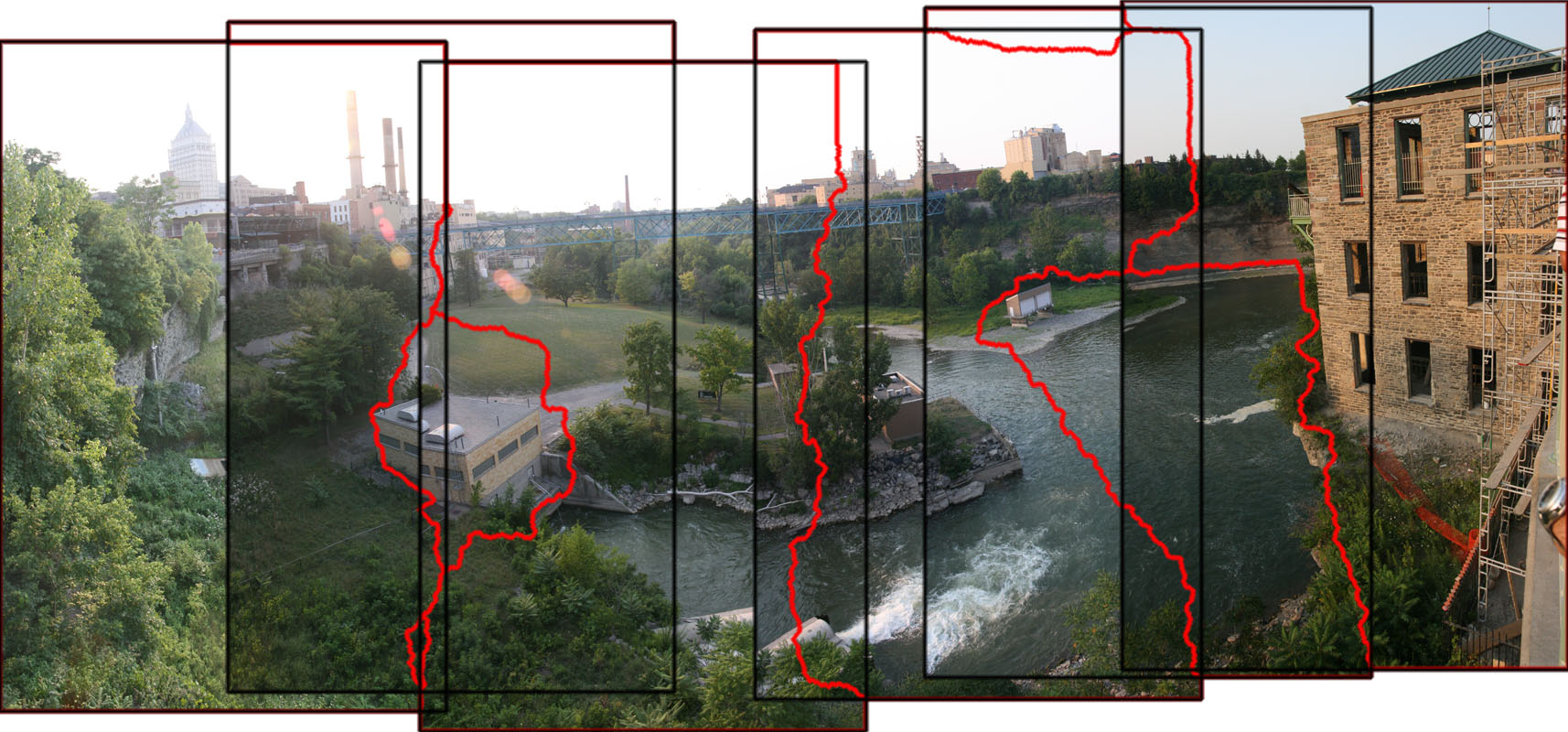
Exemple de détection de zones de recouvrement pour l'assemblage d'un panorama.

L'assemblage de photos est un procédé consistant à combiner plusieurs images numériques se recouvrant, dans le but de produire un panorama ou une image de haute définition.

## Applications
L'assemblage d'images est largement utilisé dans les applications modernes, telles que les suivantes :
- Mosaïque de documents
- Fonction de stabilisation de l'image dans les caméscopes qui utilisent l'alignement de l'image par rapport à la cadence de prise de vue
- Mosaïques d'images à haute définition dans les cartes numériques et l'imagerie satellite
- Imagerie médicale
- Imagerie à super-résolution d'images multiples
- Assemblage vidéo
- Insertion d'objets